# Gino de Giorgi
Gino de Giorgi (Firenze, 17 luglio 1914 – Roma, 13 settembre 1979) è stato un ammiraglio italiano, capo di stato maggiore della Marina dal 1973 al 1977.

## Biografia
Gino de Giorgi nacque a Firenze il 17 luglio 1914 e dal 1931 entrò nella Regia Marina frequentando l'accademia navale, dalla quale uscì nel 1936 col grado di guardiamarina. Durante la Seconda guerra mondiale, con l'incarico dapprima di sottordine e poi di capo servizio comunicazioni della Squadra navale, fu comandante della 19ª Squadriglia MAS.
Durante gli ultimi anni della guerra venne imbarcato a bordo del cacciatorpediniere Legionario per poi divenire segretario del Gruppo Cacciatorpediniere. Ottenne quindi il comando della corvetta "Driade". Nel 1952 venne promosso capitano di fregata ed ottenne il comando della 1ª Flottiglia GIS, venendo poi trasferito da quello stesso anno al ruolo di Capo Servizio TLC del Dipartimento MM del Basso Tirreno (parte del Comando in Capo della Squadra Navale e del Mediterraneo Centrale) ove rimase sino al 1957.
Tra l'agosto 1957 ed il maggio 1958, divenne comandante della 4ª Squadriglia Corvette e successivamente venne destinato al Reparto Telecomunicazioni dello Stato Maggiore della Marina Italiana, occupandosi di studio e ricerca di nuove tecnologie nel campo della guerra elettronica.
Raggiunta una certa fama, De Giorgi prestò servizio all'estero come rappresentante italiano presso il Comando Alleato Atlantico (SACLANT) a Norfolk e poi come addetto allo Standing Group di Washington. Promosso al grado di capitano di vascello, fu comandante della Scuola Comando ed ottenne l'incarico di Capo di Stato Maggiore della 1ª Divisione Navale nonché di quello di Capo Ufficio Studi Generali dello Stato Maggiore Marina. Intenzionato a perfezionarsi, dall'ottobre 1964 al maggio 1965 frequentò il Centro Alti Studi Militari.

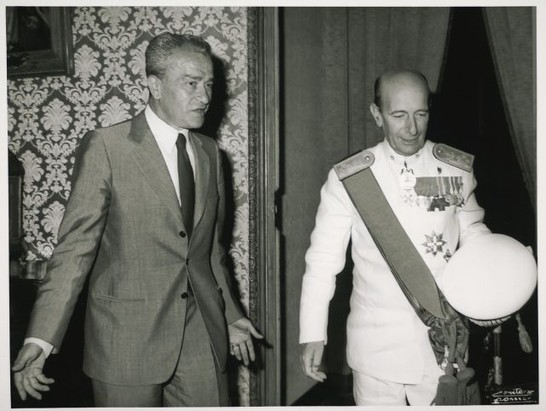
L'ammiraglio De Giorgi ricevuto dal presidente della Camera Pietro Ingrao

Promosso contrammiraglio nel dicembre 1964, divenne Capo Reparto TE dello Stato Maggiore della Marina Italiana e, dall'ottobre 1968 divenne Capo dell'Ufficio Pianificazione Generale e Finanziaria dello Stato Maggiore, incarico che mantenne anche a seguito della nomina nel dicembre 1968 ad ammiraglio di divisione. Nominato sottocapo di Stato Maggiore della Marina dal gennaio del 1970 al marzo del 1972, dopo la promozione ad ammiraglio di squadra fu Comandante in Capo della Squadra Navale e del Mediterraneo Centrale sino al 4 maggio 1973 per assumere quindi l'incarico di capo di stato maggiore della Marina Militare Italiana dal 5 maggio 1973 al 31 luglio 1977.
Durante il periodo in cui ha retto tale carica, con la situazione politico-militare che si presentava in quel periodo nell'area mediterranea, in seguito alla guerra del Kippur e con la presenza sovietica sempre più massiccia nell'area, nel novembre 1973 l'ammiraglio De Giorgi pubblicò un documento noto come "Libro Bianco della Marina" in cui venivano analizzati gli impegni che la flotta militare italiana era chiamata a svolgere nei nuovi scenari che si prospettavano e l'impossibilità da parte della Marina Militare a poter proseguire nella strada del rinnovamento della propria flotta, a causa della carenza dei bilanci ordinari. Tale documento avrebbe portato di lì a qualche anno alla Legge Navale del 1975 che sarebbe stato il presupposto di un sostanziale ammodernamento della flotta della Marina Militare.
Morì a Roma il 13 settembre 1979. Suo figlio Giuseppe De Giorgi, entrato giovanissimo in marina, è stato anch'egli capo di stato maggiore della Marina della Repubblica Italiana.